# آلبرت آگیلا
آلبرت آگیلا (انگلیسی: Albert Aguilà؛ زادهٔ ۹ اوت ۱۹۷۰) بازیکن سابق فوتبال و سرمربی فوتبال اهل اسپانیا است که عمدتا در پست مهاجم بازی می‌کرد. او سرمربی فعلی یو د لوگرونیز است.
وی همچنین در تیم‌های ملی فوتبال زیر ۱۹ سال اسپانیا، زیر ۲۰ سال اسپانیا، زیر ۲۱ سال اسپانیا، و کاتالونیا بازی کرده‌است.